# 莫森山脊
莫森山脊(Dorsa Mawson)是位于月球丰富海中的一组皱岭，其中心月面坐标为7°00′S 53°00′E / 7.0°S 53.0°E，全长132公里，名称取自澳大利亚地质学家及南极探险家"道格拉斯·莫森"(Douglas Mawson，1882年5月5日-1958年10月14日)，1976年国际天文联合会在法国格勒诺布尔召开的大会上，该名称与其它众多月球地名一道被正式批准接受。